# Banjar Anyar (Tanjunganom)
Banjar Anyar is een bestuurslaag in het regentschap Nganjuk van de provincie Oost-Java, Indonesië. Banjar Anyar telt 6476 inwoners (volkstelling 2010).